# Cache on a stick

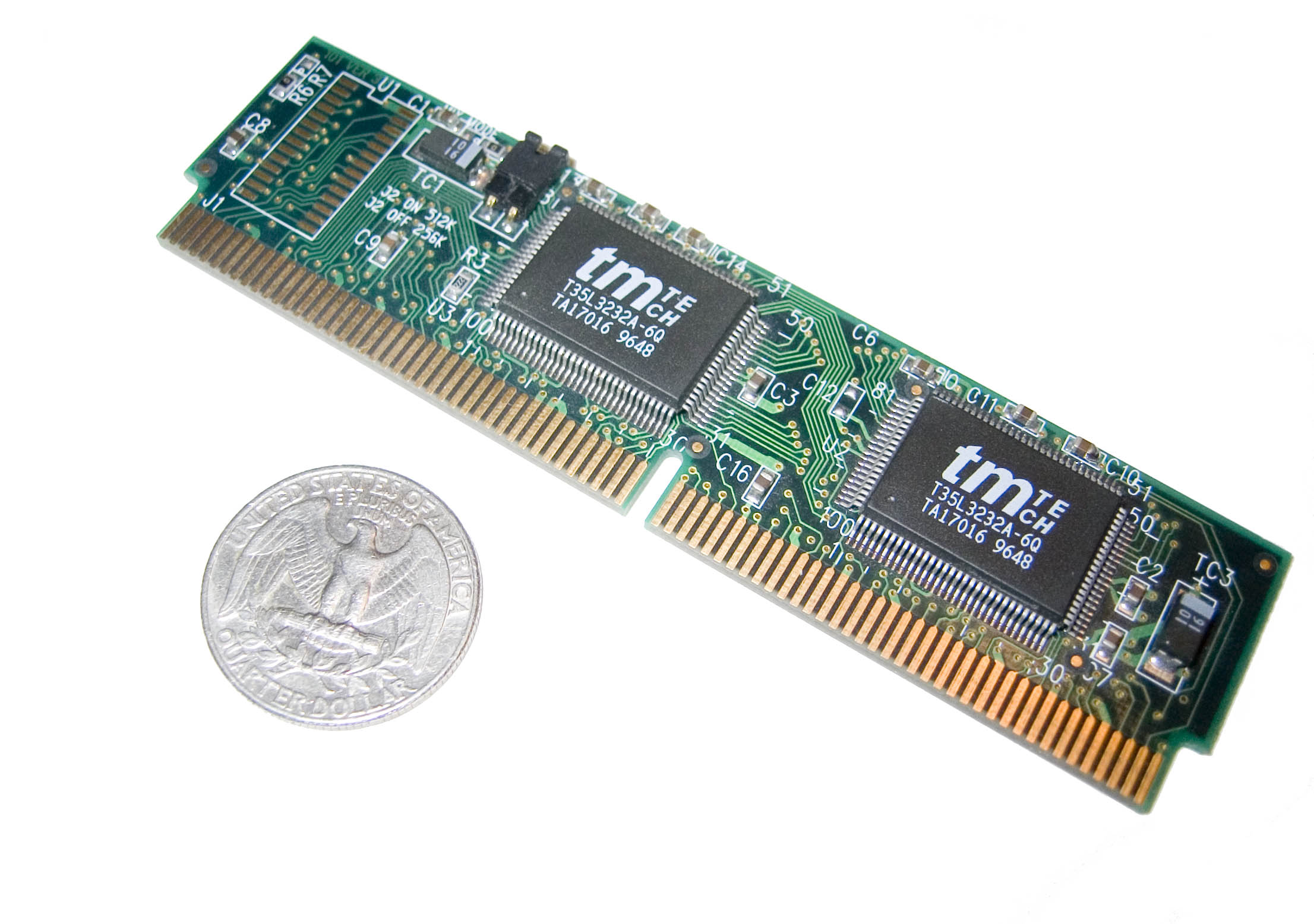
COAST-Modul.

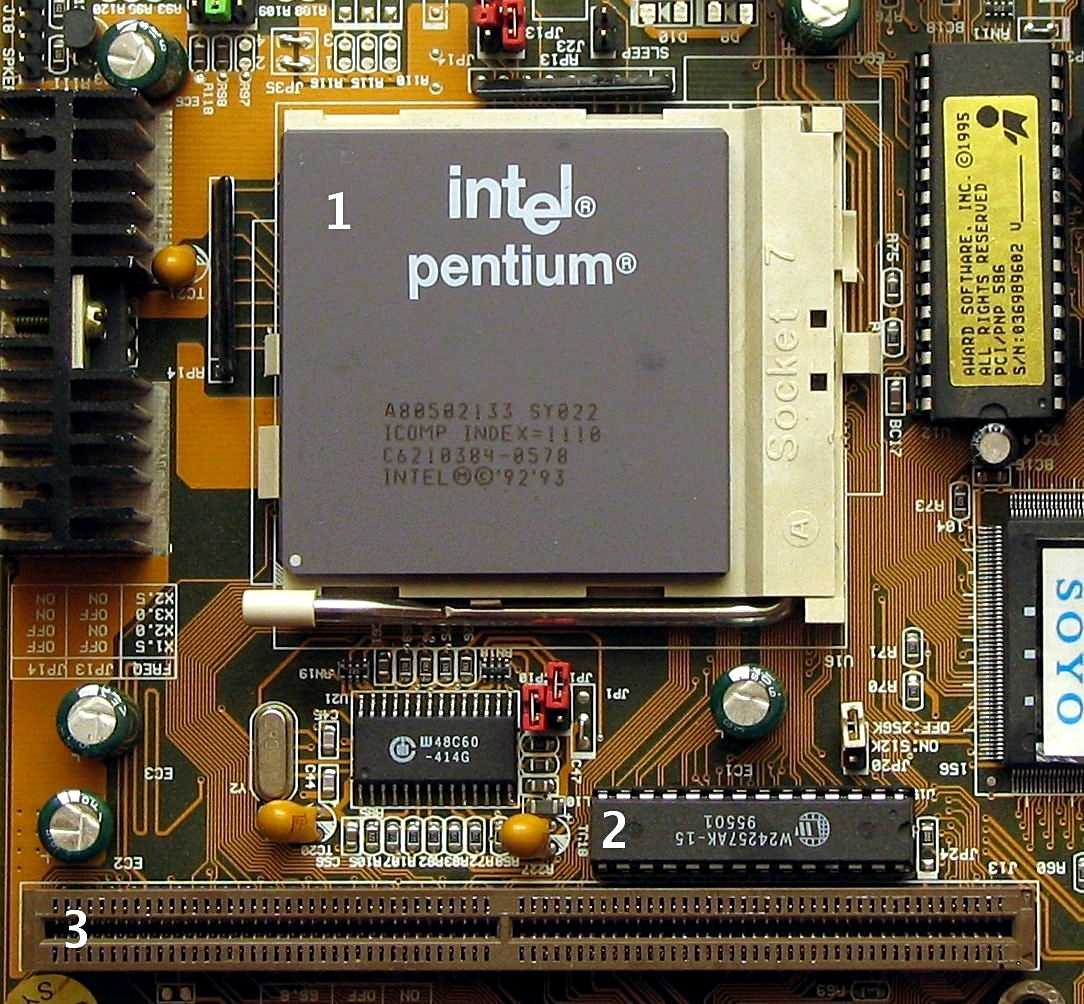
CPU (1)
Tag-RAM für den L2-Cache (2)
Slot für COAST-Modul (3)

Cache on a stick, kurz COAST, ist ein kleines Modul mit Speicherbausteinen. Dabei handelte es sich um einen Pipelined-Burst-Cache mit einer Speicherkapazität von 256 KB oder 512 KB. Dieser läuft mit der externen Taktfrequenz der CPU (FSB).
Das Modul dient zur Speichererweiterung des aufgelöteten L2-Cache, meist von 256 KB auf 512 KB, oder als Ersatz des langsameren asynchronen L2-Cache auf älteren Pentium-Hauptplatinen.
Bei vielen älteren Hauptplatinen ist der Cache aber aufgelötet und deswegen ein Austausch praktisch unmöglich.